# 2023年のバロンドール
2023年のバロンドール（2023 Ballon d'Or）は、世界各国のスポーツジャーナリストの投票によってサッカーの2022-23シーズン世界最優秀選手を決める賞である。2023年10月30日に発表された。

## 結果
結果は以下の通りとなった。

### バロンドール
| 順位 | 選手                         | 国籍         | ポジション         | 所属クラブ                                            |
| ---- | ---------------------------- | ------------ | ------------------ | ----------------------------------------------------- |
| 1    | リオネル・メッシ             | アルゼンチン | フォワード         | パリ・サンジェルマン / インテル・マイアミ             |
| 2    | アーリング・ハーランド       | ノルウェー   | フォワード         | マンチェスター・シティ                                |
| 3    | キリアン・エムバペ           | フランス     | フォワード         | パリ・サンジェルマン                                  |
| 4    | ケヴィン・デ・ブライネ       | ベルギー     | ミッドフィールダー | マンチェスター・シティ                                |
| 5    | ロドリ                       | スペイン     | ミッドフィールダー | マンチェスター・シティ                                |
| 6    | ヴィニシウス・ジュニオール   | ブラジル     | フォワード         | レアル・マドリード                                    |
| 7    | フリアン・アルバレス         | アルゼンチン | フォワード         | マンチェスター・シティ                                |
| 8    | ヴィクター・オシムヘン       | ナイジェリア | フォワード         | ナポリ                                                |
| 9    | ベルナルド・シウバ           | ポルトガル   | ミッドフィールダー | マンチェスター・シティ                                |
| 10   | ルカ・モドリッチ             | クロアチア   | ミッドフィールダー | レアル・マドリード                                    |
| 11   | モハメド・サラー             | エジプト     | フォワード         | リヴァプール                                          |
| 12   | ロベルト・レヴァンドフスキ   | ポーランド   | フォワード         | バルセロナ                                            |
| 13   | ヤシン・ブヌ                 | モロッコ     | ゴールキーパー     | セビージャ / アル・ヒラル                             |
| 14   | イルカイ・ギュンドアン       | ドイツ       | ミッドフィールダー | マンチェスター・シティ / バルセロナ                   |
| 15   | エミリアーノ・マルティネス   | アルゼンチン | ゴールキーパー     | アストン・ヴィラ                                      |
| 16   | カリム・ベンゼマ             | フランス     | フォワード         | レアル・マドリード / アル・イテハド                   |
| 17   | フヴィチャ・クヴァラツヘリア | ジョージア   | フォワード         | ナポリ                                                |
| 18   | ジュード・ベリンガム         | イングランド | ミッドフィールダー | ボルシア・ドルトムント / レアル・マドリード           |
| 19   | ハリー・ケイン               | イングランド | フォワード         | トッテナム・ホットスパー / バイエルン・ミュンヘン     |
| 20   | ラウタロ・マルティネス       | アルゼンチン | フォワード         | インテル・ミラノ                                      |
| 21   | アントワーヌ・グリーズマン   | フランス     | フォワード         | アトレティコ・マドリード                              |
| 22   | キム・ミンジェ               | 韓国         | ディフェンダー     | ナポリ / バイエルン・ミュンヘン                       |
| 23   | アンドレ・オナナ             | カメルーン   | ゴールキーパー     | インテル・ミラノ / マンチェスター・ユナイテッド       |
| 24   | ブカヨ・サカ                 | イングランド | フォワード         | アーセナル                                            |
| 25   | ヨシュコ・グヴァルディオール | クロアチア   | ディフェンダー     | RBライプツィヒ / マンチェスター・シティ               |
| 26   | ジャマル・ムシアラ           | ドイツ       | ミッドフィールダー | バイエルン・ミュンヘン                                |
| 27   | ニコロ・バレッラ             | イタリア     | ミッドフィールダー | インテル・ミラノ                                      |
| 28   | ランダル・コロ・ムアニ       | フランス     | フォワード         | アイントラハト・フランクフルト / パリ・サンジェルマン |
| 28   | マルティン・ウーデゴール     | ノルウェー   | ミッドフィールダー | アーセナル                                            |
| 30   | ルベン・ディアス             | ポルトガル   | ディフェンダー     | マンチェスター・シティ                                |

### 女子バロンドール
| 順位 | 選手                         | 国籍           | ポジション                  | 所属クラブ                                            |
| ---- | ---------------------------- | -------------- | --------------------------- | ----------------------------------------------------- |
| 1    | アイタナ・ボンマティ         | スペイン       | ミッドフィールダー          | バルセロナ                                            |
| 2    | サム・カー                   | オーストラリア | フォワード                  | チェルシー                                            |
| 3    | サルマ・パラジュエロ         | スペイン       | フォワード                  | バルセロナ                                            |
| 4    | フリドリーナ・ロルフォ       | スウェーデン   | ディフェンダー / フォワード | バルセロナ                                            |
| 5    | メアリー・アープス           | イングランド   | ゴールキーパー              | マンチェスター・ユナイテッド                          |
| 6    | オルガ・カルモナ             | スペイン       | ディフェンダー              | レアル・マドリード                                    |
| 7    | アレクサンドラ・ポップ       | ドイツ         | フォワード                  | VfLヴォルフスブルク                                   |
| 8    | パトリ・ギハロ               | スペイン       | ミッドフィールダー          | バルセロナ                                            |
| 9    | リンダ・カイセド             | コロンビア     | フォワード                  | レアル・マドリード                                    |
| 10   | レイチェル・デイリー         | イングランド   | フォワード                  | アストン・ヴィラ                                      |
| 11   | ミリー・ブライト             | イングランド   | ディフェンダー              | チェルシー                                            |
| 12   | 宮澤ひなた                   | 日本           | フォワード                  | マイナビ仙台レディース                                |
| 13   | レナ・オーバードルフ         | ドイツ         | ミッドフィールダー          | VfLヴォルフスブルク                                   |
| 14   | カディディアトゥ・ディアニ   | フランス       | フォワード                  | パリ・サンジェルマン / リヨン                         |
| 15   | アマンダ・イレステット       | スウェーデン   | ディフェンダー              | パリ・サンジェルマン / アーセナル                     |
| 16   | マピ・レオン                 | スペイン       | ディフェンダー              | バルセロナ                                            |
| 17   | ヘイリー・ラソ               | オーストラリア | フォワード                  | マンチェスター・シティ / レアル・マドリード           |
| 18   | エヴァ・パヨル               | ポーランド     | フォワード                  | VfLヴォルフスブルク                                   |
| 19   | グロ・レイテン               | ノルウェー     | ミッドフィールダー          | チェルシー                                            |
| 20   | アシサト・オショアラ         | ナイジェリア   | フォワード                  | バルセロナ                                            |
| 21   | アルバ・レドンド             | スペイン       | フォワード                  | レバンテ                                              |
| 22   | ケイティ・マッケイブ         | アイルランド   | ディフェンダー              | アーセナル                                            |
| 23   | ジョージア・スタンウェイ     | イングランド   | ミッドフィールダー          | バイエルン・ミュンヘン                                |
| 24   | カディジャ・ショー           | ジャマイカ     | フォワード                  | マンチェスター・シティ                                |
| 25   | ソフィア・スミス             | アメリカ合衆国 | フォワード                  | ポートランド・ソーンズ                                |
| 26   | ワンディ・ルナール           | フランス       | ディフェンダー              | リヨン                                                |
| 27   | 長谷川唯                     | 日本           | ミッドフィールダー          | マンチェスター・シティ                                |
| 28   | デビーニャ                   | ブラジル       | フォワード                  | ノースカロライナ・カレッジ / カンザスシティ・カレント |
| 29   | ジル・ルート                 | オランダ       | ミッドフィールダー          | VfLヴォルフスブルク / マンチェスター・シティ          |
| 29   | ダフネ・ファン・ドムセラール | オランダ       | ゴールキーパー              | トゥウェンテ / アストン・ヴィラ                       |

### コパ・トロフィー
| 順位 | 選手                       | 国籍         | ポジション         | 所属クラブ                                                         |
| ---- | -------------------------- | ------------ | ------------------ | ------------------------------------------------------------------ |
| 1    | ジュード・ベリンガム       | イングランド | ミッドフィールダー | ボルシア・ドルトムント / レアル・マドリード                        |
| 2    | ジャマル・ムシアラ         | ドイツ       | ミッドフィールダー | バイエルン・ミュンヘン                                             |
| 3    | ペドリ                     | スペイン     | ミッドフィールダー | バルセロナ                                                         |
| 4    | エドゥアルド・カマヴィンガ | フランス     | ミッドフィールダー | レアル・マドリード                                                 |
| 5    | ガビ                       | スペイン     | ミッドフィールダー | バルセロナ                                                         |
| 6    | シャビ・シモンズ           | オランダ     | ミッドフィールダー | PSVアイントホーフェン / RBライプツィヒ                             |
| 7    | アレハンドロ・バルデ       | スペイン     | ディフェンダー     | バルセロナ                                                         |
| 8    | アントニオ・シウヴァ       | ポルトガル   | ディフェンダー     | ベンフィカ                                                         |
| 9    | ラスムス・ホイルンド       | デンマーク   | フォワード         | シュトゥルム・グラーツ / アタランタ / マンチェスター・ユナイテッド |
| 9    | エリー・ワヒ               | フランス     | フォワード         | モンペリエ / RCランス                                              |

### ヤシン・トロフィー
| 順位 | 選手                                 | 国籍         | 所属クラブ                                      |
| ---- | ------------------------------------ | ------------ | ----------------------------------------------- |
| 1    | エミリアーノ・マルティネス           | アルゼンチン | アストン・ヴィラ                                |
| 2    | エデルソン                           | ブラジル     | マンチェスター・シティ                          |
| 3    | ヤシン・ブヌ                         | モロッコ     | セビージャ / アル・ヒラル                       |
| 4    | ティボ・クルトゥワ                   | ベルギー     | レアル・マドリード                              |
| 5    | マルク＝アンドレ・テア・シュテーゲン | ドイツ       | バルセロナ                                      |
| 6    | アンドレ・オナナ                     | カメルーン   | インテル・ミラノ / マンチェスター・ユナイテッド |
| 7    | ドミニク・リヴァコヴィッチ           | クロアチア   | ディナモ・ザグレブ / フェネルバフチェ           |
| 8    | アーロン・ラムズデール               | イングランド | アーセナル                                      |
| 9    | マイク・メニャン                     | フランス     | ミラン                                          |
| 10   | ブライス・サンバ                     | フランス     | RCランス                                        |

### ゲルト・ミュラー・トロフィー
| 順位 | 選手                   | 国籍       | ポジション | 所属クラブ             | 総ゴール数 |
| ---- | ---------------------- | ---------- | ---------- | ---------------------- | ---------- |
| 1    | アーリング・ハーランド | ノルウェー | フォワード | マンチェスター・シティ | 56         |

### ソクラテス賞
| 順位 | 選手                       | 国籍     | ポジション | 所属クラブ         |
| ---- | -------------------------- | -------- | ---------- | ------------------ |
| 1    | ヴィニシウス・ジュニオール | ブラジル | フォワード | レアル・マドリード |

### クラブ・オブ・ザ・イヤー

#### 男子
| 順位 | クラブ                 | 総プレイヤー数 | バロンドール |
| ---- | ---------------------- | -------------- | --- |
| 1    | マンチェスター・シティ | 7              | アーリング・ハーランド ケヴィン・デ・ブライネ ロドリ フリアン・アルバレス ベルナルド・シウバ イルカイ・ギュンドアン ルベン・ディアス |

#### 女子
| 順位 | クラブ     | 総プレイヤー数 | 女子バロンドール                                                                                                  |
| ---- | ---------- | -------------- | --- |
| 1    | バルセロナ | 6              | アイタナ・ボンマティ サルマ・パラジュエロ フリドリーナ・ロルフォ パトリ・ギハロ マピ・レオン アシサト・オショアラ |